# Andries Ulderink
Andries Ulderink (Zwolle, 30 juli 1969) is een Nederlandse voetbaltrainer.

## Loopbaan als trainer
Ulderink startte zijn trainersloopbaan bij amateurvoetbalvereniging AZSV uit Aalten. Hierna trainde hij kort SC Varsseveld, SV DCS en Rohda Raalte. In 2002 geraakte hij in het betaald voetbal als assistent-trainer van Peter Bosz bij De Graafschap. Na een jaar verliet hij, evenals Bosz, de club en keerde terug naar Rohda Raalte, om in 2004 weer terug te keren naar De Graafschap om ditmaal assistent te worden van Gert Kruys. Hierna stelde de club hem aan als hoofd jeugdopleidingen.
In 2007 ging hij opnieuw als hoofdcoach aan de slag bij Be Quick '28, waarmee hij goed presteerde. Hij zou het seizoen, waarin de ploeg tweede werd in de Hoofdklasse, echter niet afmaken. In maart trok Go Ahead Eagles Ulderink aan als hoofdtrainer, als opvolger voor de ontslagen Mike Snoei. Ulderink was drie en een half seizoen trainer van Go Ahead Eagles, waarmee hij in de middenmoot van de Eerste divisie speelde. Hij werkte in deze periode nauw samen met Marc Overmars, die technisch directeur was.
In de zomer van 2011, Ulderink had net zijn contract verlengd, meldde De Graafschap zich voor de trainer, als opvolger van Darije Kalezić. Nadat de clubs het eens waren over de afwikkeling van zijn contract in Deventer, tekende hij een contract voor twee seizoenen. Na acht maanden werd hij echter alweer aan de kant gezet, vanwege de tegenvallende resultaten. De directe aanleiding was een 1-4 thuisnederlaag tegen VVV-Venlo, nadat de ploeg in de rust nog met 1-0 leidde. In het seizoen 2012-2013 had hij de twijfelachtige eer de laatste trainer van AGOVV als profclub te zijn. Hij volgde hier Hans van Arum op. Op 8 januari 2013 werd de club door de rechter failliet verklaard. Ulderink hekelde het financiële wanbeleid van de club.
Enkele weken na het faillissement van AGOVV ging Ulderink, op voorspraak van Overmars, aan de slag bij AFC Ajax, waar hij scout werd. In het seizoen 2014-2015 werd hij naast Jaap Stam aangesteld als hoofdtrainer bij Jong Ajax. Door deze constructie was stam, die niet over de juiste trainersdiploma's beschikte, gedekt. De ploeg eindigde dat seizoen op de 14e plaats in de Eerste divisie. In het seizoen 2015-2016 eindigden ze op de 12e plaats. In februari 2016 besloten Stam en Ulderink gezamenlijk hun contract niet te verlengen, om samen elders aan de slag te gaan.
Op juni 2016 werd Jaap Stam als hoofdtrainer gepresenteerd bij Reading FC, dat uitkwam in het Championship. Ulderink ging met Stam mee als assistent-trainer. In hun kielzog kwam ook Jong Ajax assistent Said Bakkati mee. Ze tekenden allen een tweejarig contract. Na een eerste seizoen, waarin promotie naar de Premier League nipt werd misgelopen, werd het contract van het trio verlengd tot 2019. Na het ontslag van Stam in maart 2018, verliet ook Ulderink de club. Eind november 2018 werd Ulderink aangesteld als hoofdtrainer bij Ajax Cape Town uitkomend in de National First Division. In februari 2020 stopte Ulderink per direct omdat hij zich solidair verklaarde aan technisch directeur Hans Vonk die in conflict lag met de clubvoorzitter.
In juni 2020 tekende Ulderink een contract voor twee jaar bij FC Twente. Hij werd bij deze club assistent-trainer onder Ron Jans. In 2021 verlengde hij zijn contract met een jaar, tot medio 2023. Vooral het tweede seizoen bij FC Twente was succesvol, omdat de club op een vierde plaats in de competitie eindigde en zich daarmee rechtstreeks plaatste voor Europees voetbal. Ulderink liet enkele dagen na de laatste wedstrijd weten per direct te willen vertrekken en zijn contract in te leveren. Kort daarop volgden geruchten dat hij zou gaan tekenen bij Royal Antwerp FC. Eind mei tekende Ulderink een contract voor twee jaar bij Antwerp, waar hij assistent-trainer wordt onder Mark van Bommel. FC Twente ontving hier alsnog een vergoeding voor.
Van juni tot december 2024 was Ulderink assistent-trainer bij Rangers FC onder hoofdtrainer Philippe Clement. Op 4 maart 2025 trok Royal Antwerp hem aan als hoofdtrainer voor het resterende seizoen ter vervanging van de ontslagen Jonas De Roeck. 